# Monte-Carlo Rolex Masters 2018
Monte-Carlo Rolex Masters 2018 byl profesionální tenisový turnaj mužů, hraný jako součást okruhu ATP World Tour, v areálu Monte Carlo Country Clubu na otevřených antukových dvorcích. Probíhal mezi 15. až 22. dubnem 2018 ve francouzském příhraničním městě Roquebrune-Cap-Martin u Monte Carla jako sto dvanáctý ročník turnaje.
Turnaj se po grandslamu a Turnaji mistrů řadil do třetí nejvyšší kategorie okruhu ATP World Tour Masters 1000. Jeho dotace činila 5 238 735 eur. Podesáté se oficiálním generálním sponzorem stala švýcarská hodinářská společnost Rolex, jejíž název byl součástí oficiálního pojmenování.
V rámci kategorie Masters 1000 se nejednalo o událost s povinným startem hráčů. Zvláštní pravidla tak upravovala přidělování bodů i počet hráčů. Z hlediska startujících do soutěže dvouhry a čtyřhry nastoupil počet tenistů obvyklý pro nižší kategorii ATP World Tour 500, zatímco body byly přiděleny podle rozpisu kategorie Masters 1000.
Nejvýše nasazeným hráčem ve dvouhře se stal první tenista světa, obhájce titulu a desetinásobný vítěz Rafael Nadal ze Španělska. Jako poslední přímý účastník do hlavní singlové soutěže nastoupil argentinský 61. hráč žebříčku Guido Pella.
Sedmdesátý šestý singlový titul z okruhu ATP Tour si odvezl 31letý Rafael Nadal, který vyhrál jako první tenista v otevřené éře stejný turnaj jedenáctkrát a navýšil rekordní počet antukových titulů na padesát čtyři. Rovněž se třicátou první trofejí ze série Masters osamostatnil na čele hodnocení této kategorie. Trofejí si zajistil setrvání na postu světové jedničky. Rekordní sto šestnáctý společný deblový titul na okruhu ATP Tour získal bratrský pár 39letých Američanů Boba a Mika Bryanových, kteří vyhráli Monte-Carlo Masters pošesté. Oba také navýšili 38.deblovým titulem rekord v sérii Masters.

## Rozdělení bodů a finančních odměn

### Rozdělení bodů
| Soutěž  | vítězové | finalisté | semifinalisté | čtvrtfinalisté | 16 v kole | 32 v kole | 64 v kole | Q  | Q2 | Q1 |
| ------- | -------- | --------- | ------------- | -------------- | --------- | --------- | --------- | -- | -- | -- |
| dvouhra | 1000     | 600       | 360           | 180            | 90        | 45        | 10        | 25 | 16 | 0  |
| čtyřhra | 1000     | 600       | 360           | 180            | 90        | 45        | 0         | —  | —  | —  |

### Finanční odměny
| Soutěž                                | vítězové  | finalisté | semifinalisté | čtvrtfinalisté | 16 v kole | 32 v kole | 64 v kole | Q2      | Q1      |
| ------------------------------------- | --------- | --------- | ------------- | -------------- | --------- | --------- | --------- | ------- | ------- |
| dvouhra                               | 935 385 € | 458 640 € | 230 830 €     | 117 375 €      | 60 945 €  | 32 135 €  | 17 350 €  | 3 505 € | 1 785 € |
| čtyřhra                               | 289 670 € | 141 820 € | 71 130 €      | 36 510 €       | 18 870 €  | 9 960 €   | —         | —       | —       |
| částky ve čtyřhře jsou uvedeny na pár |           |           |               |                |           |           |           |         |         |

## Dvouhra mužů

### Nasazení

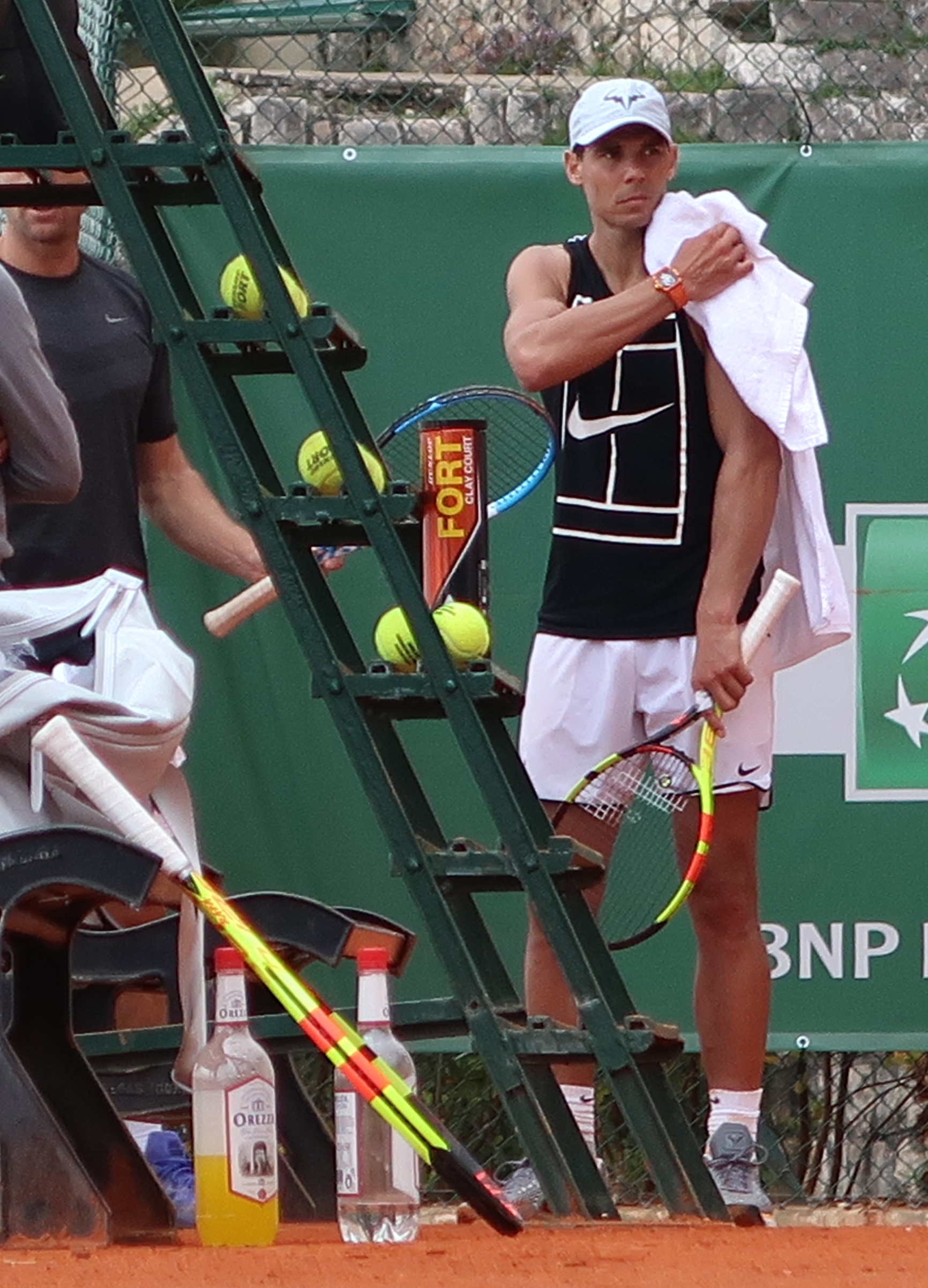
Rafael Nadal získal rekordní 11. titul

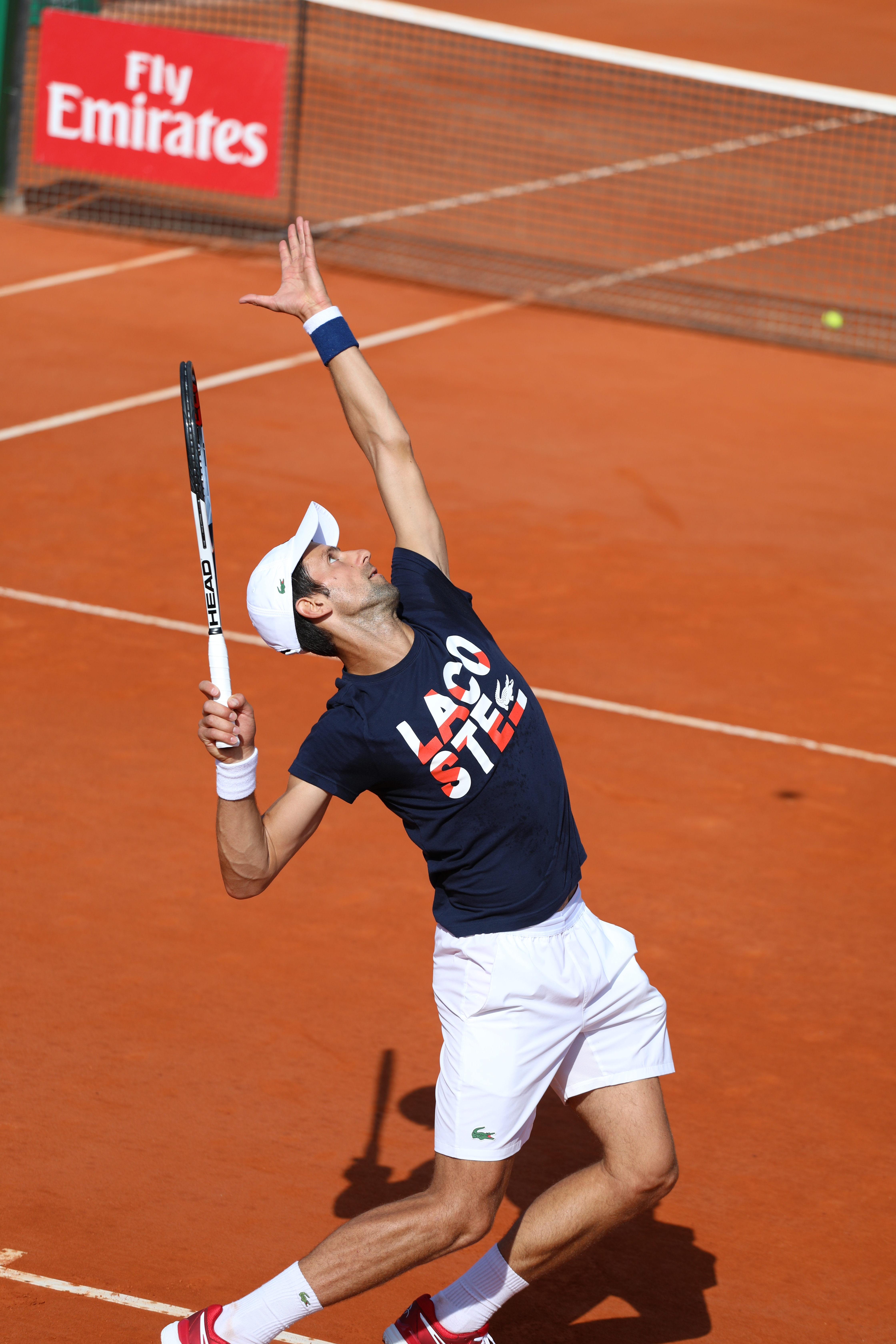
Novak Djoković na tréninku

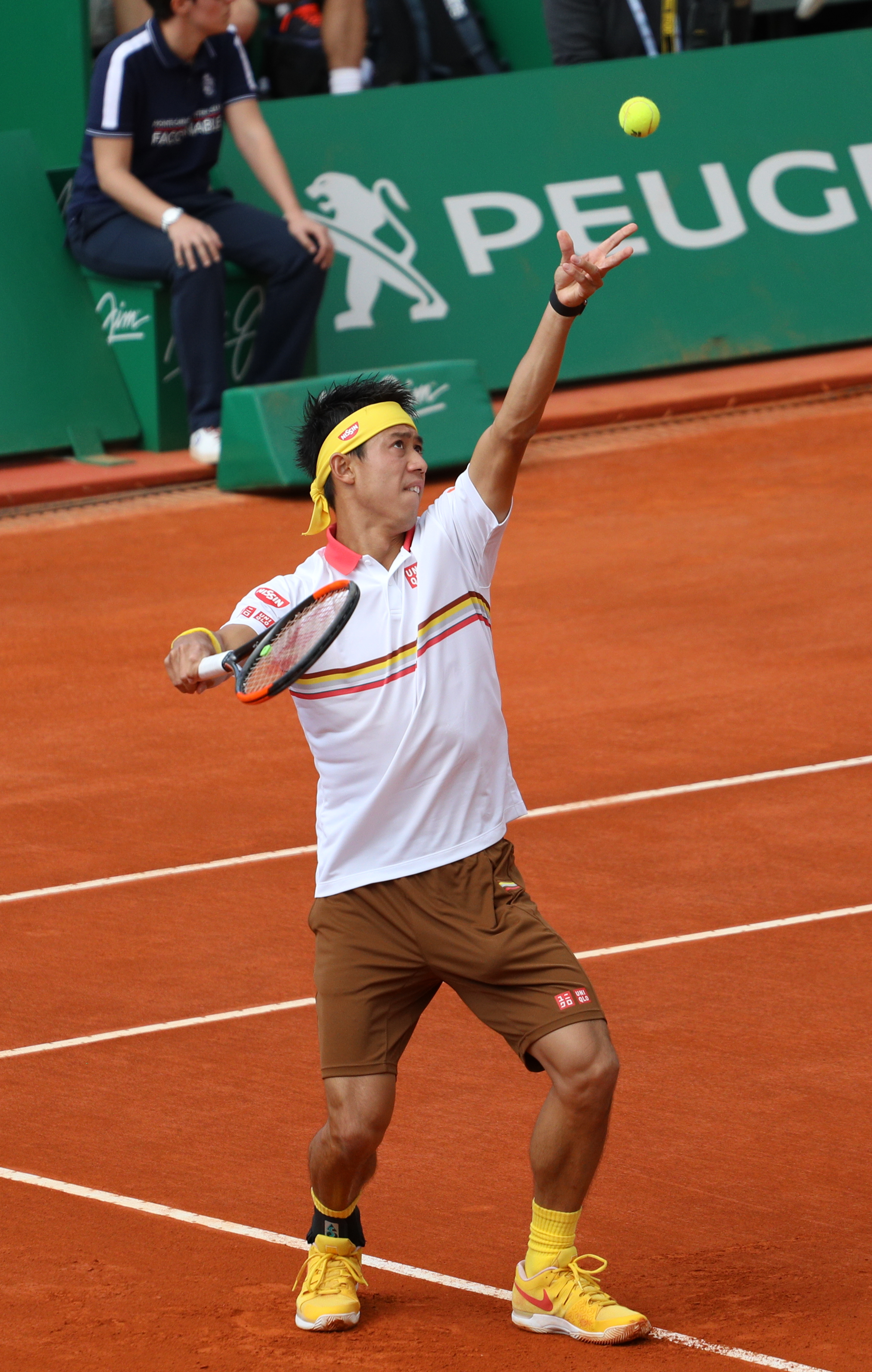
Poražený finalista Kei Nišikori

| Stát                         | Hráč                  | ATP | Nasazení |
| ---------------------------- | --------------------- | --- | -------- |
| Španělsko                    | Rafael Nadal          | 1.  | 1.       |
| Chorvatsko                   | Marin Čilić           | 3.  | 2.       |
| Německo                      | Alexander Zverev      | 4.  | 3.       |
| Bulharsko                    | Grigor Dimitrov       | 5.  | 4.       |
| Rakousko                     | Dominic Thiem         | 7.  | 5.       |
| Belgie                       | David Goffin          | 10. | 6.       |
| Francie                      | Lucas Pouille         | 11. | 7.       |
| Španělsko                    | Pablo Carreño Busta   | 12. | 8.       |
| Srbsko                       | Novak Djoković        | 13. | 9.       |
| Argentina                    | Diego Schwartzman     | 15. | 10.      |
| Španělsko                    | Roberto Bautista Agut | 17. | 11.      |
| Česko                        | Tomáš Berdych         | 18. | 12.      |
| Itálie                       | Fabio Fognini         | 20. | 13.      |
| Kanada                       | Milos Raonic          | 22. | 14.      |
| Španělsko                    | Albert Ramos-Viñolas  | 23. | 15.      |
| Francie                      | Adrian Mannarino      | 25. | 16.      |
| Žebříček ATP k 9. dubnu 2018 |                       |     |          |

### Jiné formy účasti
Následující hráči obdrželi divokou kartu do hlavní soutěže:
- Félix Auger-Aliassime
- Lucas Catarina
- Thanasi Kokkinakis
- Gilles Simon

Následující hráči se do hlavní soutěže probojovali z kvalifikace:
- Andreas Seppi
- Marco Cecchinato
- Dušan Lajović
- Stefanos Tsitsipas
- Pierre-Hugues Herbert
- Ilja Ivaška
- Jérémy Chardy

Následující hráči postoupili z kvalifikace jako tzv. šťastní poražení:
- Florian Mayer
- Mirza Bašić
- Guillermo García-López

#### Odhlášení
před zahájením turnajem
- Pablo Carreño Busta → nahradil jej  Guillermo García-López
- Alexandr Dolgopolov → nahradil jej  Mirza Bašić
- David Ferrer → nahradil jej  Guido Pella
- Filip Krajinović → nahradil jej  Florian Mayer
- Leonardo Mayer → nahradil jej  Márton Fucsovics
- Gaël Monfils → nahradil jej  Julien Benneteau
- Jo-Wilfried Tsonga → nahradil jej  Tennys Sandgren

## Mužská čtyřhra

### Nasazení
| Polsko                                                                                | Łukasz Kubot          | Brazílie   | Marcelo Melo  | 2.  | 1. |
| Finsko                                                                                | Henri Kontinen        | Austrálie  | John Peers    | 9.  | 2. |
| Rakousko                                                                              | Oliver Marach         | Chorvatsko | Mate Pavić    | 9.  | 3. |
| USA                                                                                   | Bob Bryan             | USA        | Mike Bryan    | 14. | 4. |
| Francie                                                                               | Pierre-Hugues Herbert | Francie    | Nicolas Mahut | 22. | 5. |
| Nizozemsko                                                                            | Jean-Julien Rojer     | Rumunsko   | Horia Tecău   | 23. | 6. |
| Spojené království                                                                    | Jamie Murray          | Brazílie   | Bruno Soares  | 29. | 7. |
| Chorvatsko                                                                            | Ivan Dodig            | USA        | Rajeev Ram    | 37. | 8. |
| Žebříček ATP k 9. dubnu 2018; číslo je součtem žebříčkového postavení obou členů páru |                       |            |               |     |    |

### Jiné formy účasti
Následující páry obdržely divokou kartu do hlavní soutěže:
- Romain Arneodo /  Hugo Nys
- Simone Bolelli /  Fabio Fognini

Následující pár postoupil z pozice náhradníka:
- Damir Džumhur /  Ajsám Kúreší

#### Odhlášení
před zahájením turnajem
- Filip Krajinović

## Přehled finále

### Mužská dvouhra
- Rafael Nadal vs.  Kei Nišikori, 6–3, 6–2

### Mužská čtyřhra
- Bob Bryan /  Mike Bryan vs.  Oliver Marach /  Mate Pavić,  7–6(7–5), 6–3